# Julen Lopetegui
Julen Lopetegui, né le 28 août 1966 à Asteasu (Pays basque), est un footballeur puis entraîneur espagnol, actuellement sélectionneur du Qatar.
Il officie comme gardien de but pendant sa carrière de joueur et fait notamment partie de la sélection espagnole pour la Coupe du monde de football 1994, en tant que troisième gardien.
Il se distingue en particulier dans sa deuxième partie de carrière, en tant qu'entraîneur : il occupe ce poste auprès des équipes d'Espagne des moins de 19 ans et des moins de 21 ans entre 2010 et 2014, qu'il hisse à deux reprises au sommet des championnats d'Europe pour jeunes joueurs. Il poursuit ce rôle à partir de mai 2014 au FC Porto.
En juillet 2016, il devient sélectionneur de l'équipe d'Espagne, qu'il mène pendant deux ans sans aucune défaite. Il en est cependant limogé le 13 juin 2018, à deux jours seulement du début du Coupe du monde, l'annonce de sa nomination en parallèle au poste d'entraîneur du Real Madrid ayant suscité l'animosité de la Fédération espagnole de football. Il ne reste que quelques mois à la tête du club madrilène dont il est écarté à la suite de plusieurs défaites.
Lopetegui rebondit en s'engageant en 2019 avec le Séville FC où il remporte dès sa première saison la Ligue Europa. Licencié de ce club en octobre 2022, il rejoint le mois suivant le club anglais de Wolverhampton Wanderers qu'il quitte en août 2023, puis West Ham United de mai 2024 à janvier 2025.

## Carrière de joueur

### En club
Julen Lopetegui commence sa carrière professionnelle dans la réserve de la Real Sociedad en 1983. Barré par la présence dans le club de Luis Arconada, également gardien de l'équipe nationale, il décide de rejoindre le Real Madrid, qui l'incorpore dans son équipe réserve.
Prêté en 1988 à Las Palmas pour une saison, il revient l'année suivante dans l'équipe première du Real Madrid. Remplaçant de Francisco Buyo, il ne dispute qu'un seul match de championnat en deux saisons contre l'Atlético Madrid en 1989-1990, alors que le Real est déjà champion.
Il quitte le Real Madrid en 1991 et s'engage au CD Logroñés. Il y évolue durant trois saisons et c'est durant son passage au club qu'il obtient son unique sélection en équipe nationale.
Recruté alors par le FC Barcelone que vient de quitter Andoni Zubizarreta, il y est mis en concurrence avec Carles Busquets qui devient le titulaire de l'équipe. Il devient même troisième gardien après le recrutement en 1996 de Vítor Baía.
Il choisit alors de quitter le club catalan en 1997 et rejoint le Rayo Vallecano qui vient de descendre en Segunda División. Il remonte en Primera División en 1999 et joue ses trois dernières saisons dans cette division.
Au total, il dispute 149 matchs en Primera División (D1) et 168 matchs en Segunda División (D2).

### En sélection
Julen Lopetegui dispute un seul match en équipe nationale, le 23 mars 1994 contre la Croatie.
Il fait partie de la sélection en tant que troisième gardien pour la Coupe du monde 1994. Il n'y joue aucune minute et l'Espagne est éliminée en quart de finale.

## Carrière d'entraîneur

### En clubs

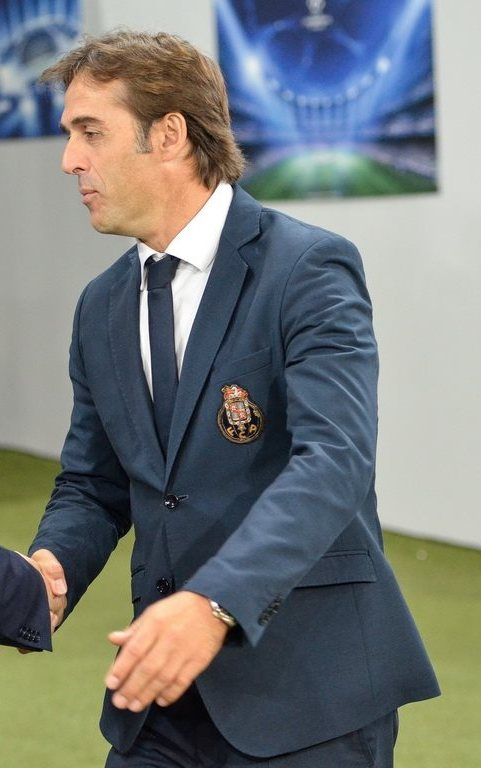
Julen Lopetegui en septembre 2014, alors qu'il est entraîneur du FC Porto.

#### Rayo Vallecano
À la suite de sa carrière de joueur, Lopetegui devient entraîneur du Rayo Vallecano en Segunda División. Il est démis de ses fonctions en cours de saison, ce qui n'empêche pas le Rayo Vallecano de descendre en Segunda División B en fin de saison.

#### Real Madrid Castilla
Il rejoint alors la chaîne de télévision laSexta pour commenter la Coupe du monde 2006. Après une saison comme entraîneur du Real Madrid Castilla, il devient sélectionneur des équipes d'Espagne des moins de 19 ans, des moins de 20 ans et des moins de 21 ans. Il remporte le Championnat d'Europe des moins de 19 ans 2012 puis le Championnat d'Europe de football espoirs 2013 en utilisant un schéma tactique basé sur la possession de balle. Le 30 avril 2014, Julen Lopetegui quitte son poste de sélectionneur où il est remplacé par Albert Celades.

#### FC Porto
En mai 2014, il est nommé entraîneur du FC Porto. Avec ce club, il ne remporte pas de trophée au niveau national ou continental et atteint les quarts de finale de la Ligue des champions en 2014-2015. Le 7 janvier 2016, il est démis de ses fonctions en cours de saison. Son expérience à Porto est considérée comme un « demi-échec »,.

#### Real Madrid
Le 12 juin 2018, il est intronisé entraîneur en remplacement de Zinédine Zidane sur « le plus prestigieux des bancs européens » : le Real Madrid, alors le club le plus titré d'Europe. Lors de son premier match officiel, il perd face a l'Atlético Madrid 2-4 lors de la Supercoupe d'Europe. Malgré ce début chancelant dans un club réputé pour être une « machine à broyer ses entraîneurs », les semaines suivantes sont réussies et le club remporte cinq victoires sur six matches.
La situation s'inverse ensuite, notamment lors de trois semaines que Lopetegui lui-même juge « très mauvaises » : le club ne remporte qu'un match sur les sept suivants. À la suite d'une défaite 5-1 face au FC Barcelone, jugée particulièrement cinglante par la presse spécialisée,, d'autant que le club adverse était privé de son meilleur joueur, et une série de résultats médiocres, il est limogé le 29 octobre 2018 et remplacé par Santiago Solari, qui était alors entraîneur de l'équipe réserve. Il ne sera resté que 139 jours à la tête des « Merengue ». Sous l'ère Florentino Pérez, seul Mariano García Remón sera resté moins longtemps (101 jours). Rétrospectivement, Lopetegui regrette ne pas avoir eu plus de temps pour faire ses preuves. D'après Le Monde, l'entraîneur a « payé » le départ du joueur star Cristiano Ronaldo, le classement idéal du club avant son arrivée, ainsi que certaines décisions sportives qui n'étaient pas au goût de Pérez.

#### Séville FC
Le 4 juin 2019, il signe un contrat de trois ans avec le Séville FC. Après un mauvais début de saison, où le club concède 6 défaites en 10 matchs, il est remercié par le club, le 5 octobre 2022, juste après une défaite 1-4 à domicile contre le Borussia Dortmund en Ligue des champions, pour son 170e match.

#### Wolverhampton Wanderers
Le 5 novembre 2022, le club anglais de Wolverhampton Wanderers annonce l'arrivée de Julen Lopetegui au poste d'entraîneur. Le club est alors en position de relégable en Premier League. En fin de saison, le club obtient son maintien en se classant en 13e position. Le 8 août 2023, à six jours de l'ouverture de la saison 2023-2024, Julen Lopetegui quitte son poste d'entraîneur. La direction du club indique que ce départ s'effectue d'un commun accord entre Lopetegui et elle et avance comme raison une « différence d'opinion sur certains sujets »,.

#### West Ham United
Fin mai 2024, il est nommé entraîneur du club londonien West Ham United. Après des résultats très mitigés, il est remercié le 8 janvier 2025.

### En sélections nationales
Le 21 juillet 2016, alors que le nom de Joaquín Caparrós est évoqué, Julen Lopetegui devient sélectionneur de l'équipe d'Espagne, succédant ainsi à Vicente del Bosque. Lopetegui quelques jours auparavant était pressenti pour rejoindre Wolverhampton en deuxième division anglaise. Les raisons expliquant son choix sont son expérience passée réussie avec les sélections de jeunes qu'il est susceptible de retrouver en équipe A, ses bonnes relations avec le président de la Fédération royale espagnole de football, Ángel María Villar, et l'utilisation d'un système de jeu identique à celui pratiqué en sélection par Del Bosque et Luis Aragonés avant lui. Il débute le 1er septembre 2016 lors d'un match amical face à la Belgique et enchaîne le 5 septembre 2016 à León face au Liechtenstein en match qualificatif pour la Coupe du monde de 2018. Pour sa première liste, il choisit de ne pas sélectionner Iker Casillas, détenteur du record de sélections en équipe d'Espagne et capitaine de la Roja avant l'Euro 2016 et ne retient que 13 des 23 joueurs ayant disputé cette compétition. Il remporte son premier match contre la Belgique le 1er septembre 2016 grâce à un doublé de David Silva. Peu avant la Coupe du monde de football 2018, la presse estime que l'équipe nationale placée sous sa direction est « promise à un grand Mondial en Russie ».
Finalement choisi par le Real Madrid pour succéder à Zinédine Zidane comme entraîneur du club, il est écarté par la Fédération espagnole le 13 juin 2018, veille de l'ouverture de la Coupe du monde. Celle-ci lui reproche d'avoir œuvré en secret pour la signature du contrat madrilène. Il est remplacé, le jour même, à la tête de la sélection espagnole, par le directeur sportif de la fédération, Fernando Hierro. Lopetegui quitte alors son poste de sélectionneur national sans avoir perdu le moindre match.

## Palmarès

### Joueur
- Finaliste de la Coupe du monde des moins de 20 ans 1985 avec l'Espagne U-20.
- Champion d'Espagne en 1990 avec le Real Madrid.

### Entraîneur
- Vainqueur du Championnat d'Europe des moins de 19 ans 2012 avec l'Espagne U-19.
- Vainqueur du Championnat d'Europe de football espoirs 2013 avec l'Espagne U-21.
- Finaliste de la Supercoupe de l'UEFA 2018 avec le Real Madrid.
- Vainqueur de la Ligue Europa 2019-2020 avec le Séville FC.
- Finaliste de la Supercoupe de l'UEFA 2020 avec le Séville FC.

### Distinction personnelle
- Prix du Trophée Miguel Muñoz en 2020 avec le Séville FC.

### Sources
- (en) Cet article est partiellement ou en totalité issu de l’article de Wikipédia en anglais intitulé « Julen Lopetegui » (voir la liste des auteurs).